# Hoekenes (eiland)

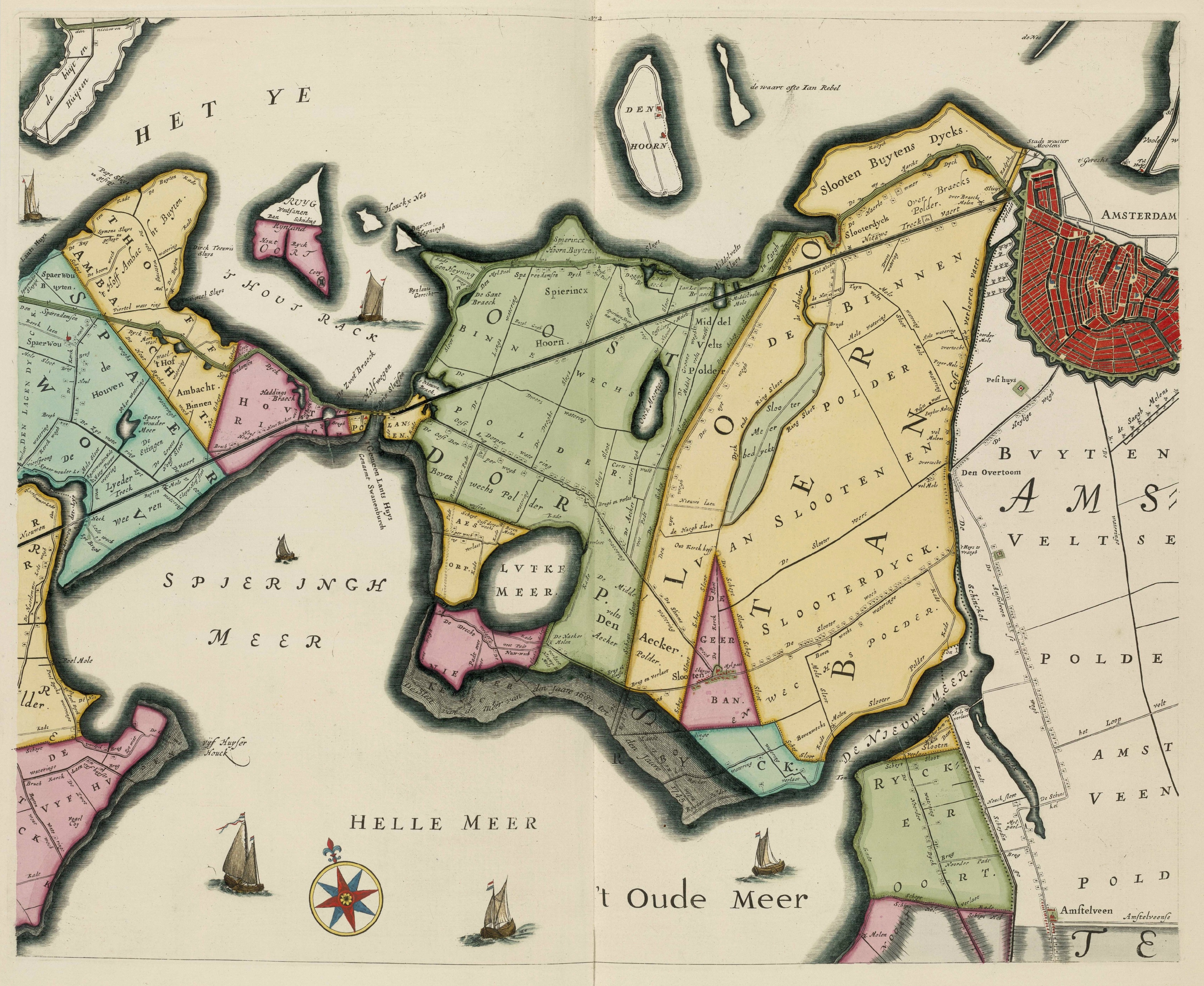
Hoekenes

Hoekenes, Hoekse Nes of vroeger Houcky Nes was een eiland in het IJ ten westen van Amsterdam en behoorde bestuurlijk tot gemeente Sloten. De naam Hoekenes (nes is laag) verwijst naar  de relatief lage ligging en de hoekige vorm van het eiland. 
Het eiland lag ten oosten van het eiland Ruigoord en ten westen van de eilanden de Horn en Buiten Heyningh. Samen vormden de eilanden de zuidwal van het IJ maar door een storm in de 19e eeuw werd er een grote bres in het land geslagen en werd de zuidwal tot het Houtrack gevormd.
In 1875 werd het water ingepolderd en ontstond de Grote IJpolder waarin Hoekenes en Buiten Heyningh werden opgenomen en lagen ten westen van het nieuwe Zijkanaal F en nog herkenbaar waren als eiland door de hogere ligging. Bestuurlijk ging de Grote IJpolder naar de gemeente Sloten. In 1921 ging het gebied over naar de gemeente Haarlemmerliede en Spaarnwoude en sinds 1963 behoort het gebied tot de gemeente Amsterdam. Sinds de aanleg van Westpoort is het gebied onherkenbaar veranderd waarbij de voormalige eilanden geheel vergraven zijn. 
Het Hoekenes in Osdorp is bij een raadsbesluit van 15 januari 1958 naar het voormalige eiland  vernoemd.